# Bizonula le-testui
Bizonula le-testui là một loài thực vật có hoa trong họ Bồ hòn. Loài này được Pellegr. mô tả khoa học đầu tiên năm 1924.